# メアリー・ルイーズ・オブ・シュレスウィグ＝ホルスタイン
メアリー（マリー）・ルイーズ・オブ・シュレスウィグ＝ホルスタイン（英語: Marie Louise of Schleswig-Holstein, 1872年8月12日 - 1956年12月8日）は、ドイツ＝デンマーク系のシュレースヴィヒ＝ホルシュタイン＝ゾンダーブルク＝アウグステンブルク家の公女で、イギリス王室の一員。全名はフランジスカ・ジョセファ・ルイーズ・オーガスタ・メアリー・クリスティーナ・ヘレナ（Franziska Josepha Louise Augusta Marie Christina Helena）。

## 生涯
ウィンザー・グレート・パーク（英: Windsor Great Park）の敷地内にあるイギリス王室所有のカンバーランド・ロッジ（英: Cumberland Lodge）で生まれた。洗礼の代父母はオーストリア皇帝フランツ・ヨーゼフ1世とハノーファー元王妃マリーが務めた。父はアウグステンブルク公子クリスティアン、母はヴィクトリア女王の三女ヘレナである。両親はイギリスに居住しており、4人の子供たちもイギリス王室の一員と見なされていた。

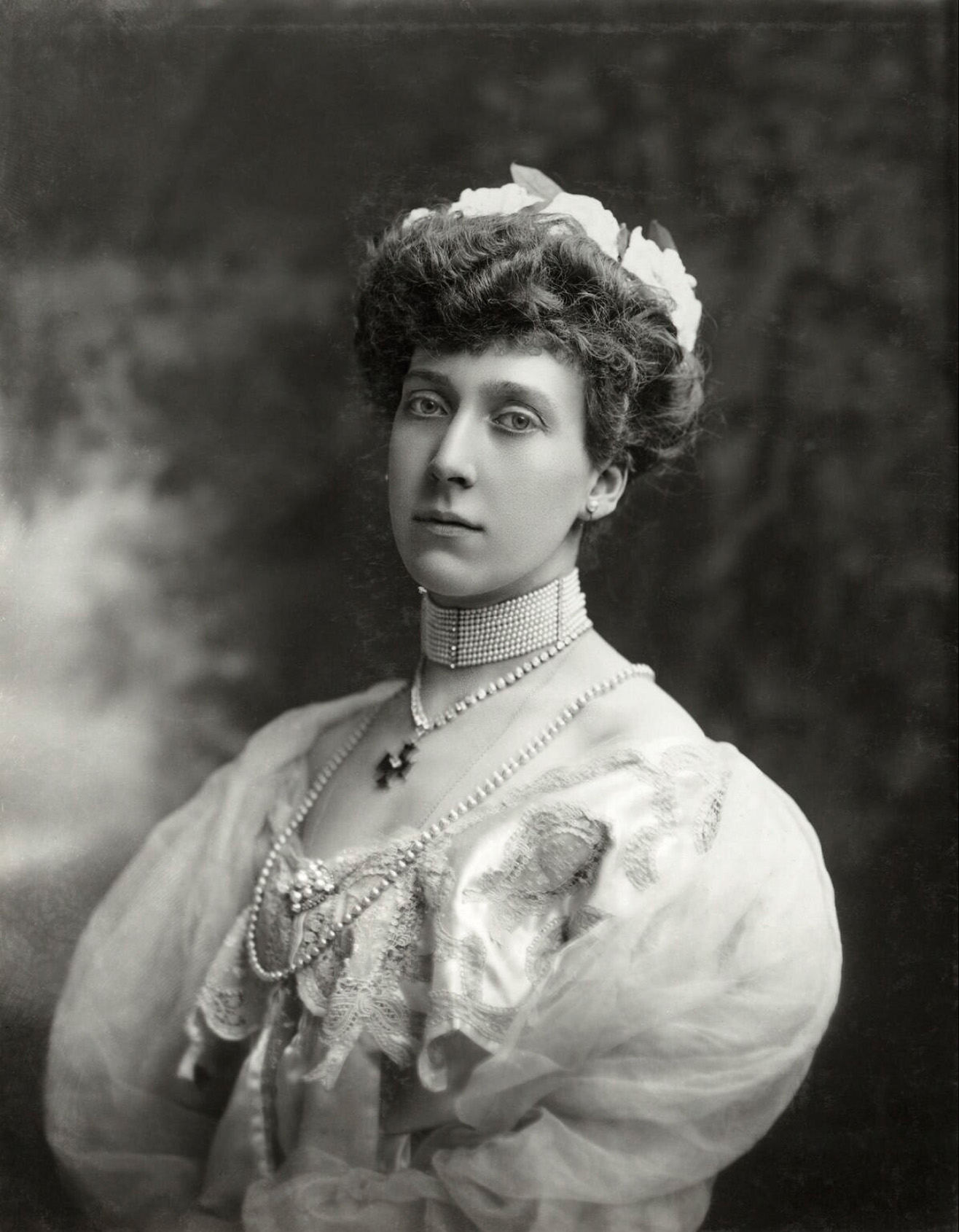
マリー･ルイーズ公女

1866年の開封勅許状によれば、メアリー・ルイーズの姓名は「メアリー（マリー）・ルイーズ・オブ・シュレスウィグ＝ホルスタイン（Her Highness Princess Marie Louise of Schleswig-Holstein）」であった。洗礼名の7つの名前のつながりの中に公式名の「メアリー・ルイーズ」という名前のつながりは存在しない。メアリー･ルイーズは家族からは「ルーイ(Louie)」の愛称で呼ばれた。
1891年7月6日、ウィンザー城のセント・ジョージ礼拝堂で、ドイツのアンハルト公フリードリヒ1世の三男アリベルトと結婚した。この縁組はメアリー・ルイーズの従兄であるドイツ皇帝ヴィルヘルム2世の勧めで実現したものだった。しかしこの結婚は不幸で、夫妻の間には子供も出来なかったが、それはアリベルトが同性愛者だったためだと言われている。アリベルトは男性の召使いと一緒にベッドに入っているところを妻や父親に見つけられていた。1900年12月、義父のアンハルト公は君主大権を発動してメアリー・ルイーズとアリベルトの結婚を解消した。メアリー・ルイーズはこのときカナダにいたが、すぐさまイギリスに帰国した。
離婚後、イギリスに戻ったメアリー・ルイーズは慈善活動や芸術の後援に力を注いだ。彼女はイギリスの工芸職人の技術を世界に示すべく、メアリー王妃のドールハウス（英: Queen Mary's Dolls' House）の制作を後押しした。また第1次世界大戦中にはバーモンジーの病院で勤労奉仕活動をする若い女性の組織を設立している。さらにメアリー・ルイーズは父の名を冠したウィンザーのプリンス・クリスティアン病院にも積極的に関わった。
1917年7月、ジョージ5世は王家の姓をサクス＝コーバーグ＝ゴータ家からウィンザー家に改称すると同時に、イギリス国籍を得ているドイツ系の親戚たちにもドイツ由来の称号、敬称、姓を使うのを止めるように求めた。メアリー・ルイーズもまた両親および未婚の姉ヘレナ・ヴィクトリアとともにドイツ帝国領になっていたシュレースヴィヒ＝ホルシュタインに因む姓を名乗るのを止めたが、一家だけは他のドイツ系の王室メンバーと違い、イギリス貴族の称号を得て新しい姓を名乗ることをしなかった。つまりメアリー・ルイーズは単に「プリンセス・メアリー・ルイーズ（Her Highness Princess Marie Louise）」とだけ名乗ったのである。
ただしメアリー・ルイーズも姉ヘレナ・ヴィクトリアも広義のイギリス王室の一員ではあったが、イギリス王女（British princess）の称号を持つわけではなかった。姉妹が独身女性の身でイギリス貴族の爵位を受けてレディ（Lady）の敬称で呼ばれ、王族身分を示す「Highness」の敬称を捨てるというのは不具合なので、ドイツ系の家名を捨てる一方で「プリンセス」の地位を保つのがより賢明な選択だったのである。
メアリー・ルイーズは1956年にロンドンで亡くなり、フロッグモアにあるイギリス王室の納骨堂に葬られた。